# Eyres-Moncube
Eyres-Moncube è un comune francese di 385 abitanti situato nel dipartimento delle Landes nella regione della Nuova Aquitania.

## Società

### Evoluzione demografica
Abitanti censiti